# Combat de Saint-Perreux
Chouannerie
Batailles
- 1er Vannes
- Fouesnant
- Scrignac
- Lannion
- Pontrieux
- Bourgneuf-la-Forêt
- Plumelec
- Savenay
- Loiré
- Ancenis
- 2e Vannes
- Pluméliau
- Pontivy
- 1er La Roche-Bernard
- 1er Rochefort-en-Terre
- Pacé
- Guérande
- Fleurigné
- Fougères
- Vitré
- Mané-Corohan
- Plabennec
- Saint-Pol-de-Léon
- Kerguidu
- Lamballe
- Saint-Perreux
- 2e Rochefort-en-Terre
- 2e La Roche-Bernard

Le combat de Saint-Perreux se déroule à la suite d'une révolte paysanne contre la levée en masse lors de la Pré-Chouannerie.

## Le combat
Dans le Sud-Ouest de l’Ille-et-Vilaine, les communes de Bains-sur-Oust, La Chapelle-de-Brain, Maure-de-Bretagne, Pipriac, Saint-Séglin, Saint-Nicolas-du-Tertre, Saint-Perreux et Saint-Vincent-sur-Oust se révoltent contre la levée en masse.
La ville de Redon elle-même semble prête à se joindre à l’insurrection, dans le port un navire hisse le pavillon blanc, des gens crient dans les rues « Vive les autocrates ! Vive la noblesse ! Au diable le district, les administrateurs et la caisse. », même la garde nationale est réputée peu sûre.
Le 15 mars, les révoltés sont aux abords de Redon mais sans chef et sans plan, ils ne marchent pas sur la ville. L’administration du district rapporte que les rebelles portent des cocardes blanches. La caisse du district est mise en sûreté à Rennes. 
Les rebelles établissent alors deux camps, à Saint-Perreux et Auquefer. Les patriotes demandent des renforts, ils arrivent le 26 mars ; 800 fantassins, 30 cavaliers et 4 canons commandés par le général Jean-Michel Beysser sont en marche pour débloquer Redon.
Le 26, les Républicains attaquent le camp de Saint-Perreux, dans les marais de l’Oust. Couverts par les canons, les gardes nationaux de Rennes réquisitionnent des bateaux pour traverser les marais, puis se lancent à l’assaut des retranchements. Cependant alors que les Républicains s’apprêtent à les aborder, les insurgés prennent la fuite, laissant sur place deux morts et un blessé.
Les Républicains se contentent d’incendier deux ou trois maisons, puis gagnent Redon. Trois jours plus tard, Beysser s’empare du camp d’Auquefer.